# リチャード・プランタジネット (第3代ヨーク公)
第3代ヨーク公リチャード・プランタジネット（Richard Plantagenet, 3rd Duke of York, 1411年9月21日 - 1460年12月30日）は、15世紀イングランドの貴族で軍人である。プランタジネット家の血を引く王室の一員であり、百年戦争末期のフランスの戦場では軍司令官として、ヘンリー6世の精神錯乱期には護国卿（在位：1454年 - 1455年、1455年 - 1456年、1460年）としてランカスター朝に仕えた。
後にリチャードは王位を求めてヘンリー6世に反旗を翻し、これを契機に薔薇戦争が勃発した。1460年7月のノーサンプトンの戦いでランカスター派を破ったリチャードはヘンリー6世に次期王位継承者に指名させるまでに至ったが、同年末にウェイクフィールドの戦いで敗死した。自身は国王になれなかったが、息子のうちエドワード4世とリチャード3世がそれぞれ国王になった。

## 家系

ヨーク公リチャードの紋章

ケンブリッジ伯リチャード・オブ・コニスバラとアン・モーティマーの息子として生まれた。母はリチャードが生まれた時かその直後に亡くなっている。
リチャードの父方の家系を見ると、祖父母はヨーク公エドマンド・オブ・ラングリーとイザベラ・オブ・カスティルである。祖父はイングランド国王エドワード3世とフィリッパ・オブ・エノーの四男、祖母はカスティーリャ王ペドロ1世とマリア・デ・パディーリャの娘であった。
次に母方を見ると、祖父母は第4代マーチ伯ロジャー・モーティマーとエレノア・ホランドである。 祖父は第3代マーチ伯エドマンド・モーティマーとフィリッパ・オブ・クラレンスの息子であり、リチャード2世によって王位継承者に指名されていた人物である。祖母はケント伯トマス・ホランドとアリス・フィッツアランの娘であった。
母方の曾祖母フィリッパは、エドワード3世の次男でエドムンド・オブ・ラングリーの兄であるクラレンス公ライオネル・オブ・アントワープとアルスター女伯エリザベス・ド・バラの一人娘である。またもう1人の母方の曾祖母アリス・フィッツアランはアランデル伯リチャード・フィッツアランとランカスター伯ヘンリーの娘エレノア・オブ・ランカスターの娘である。
家格は伯爵家にまで降下はしているものの、これほどの名門の出である上に両親共にエドワード3世の血を引いているだけに、必然的にリチャードはイングランド貴族の中でも特に上流を歩むことになるはずだった。リチャードが公爵にまで上り詰める身の栄達は、この「出生時の幸運」に他ならなかった。
| ヨーク公 リチャード・プランタジネット | 父: ケンブリッジ伯 リチャード・オブ・コニスバラ | 祖父: ヨーク公 エドマンド・オブ・ラングリー | 曾祖父: エドワード3世                          |
| ヨーク公 リチャード・プランタジネット | 父: ケンブリッジ伯 リチャード・オブ・コニスバラ | 祖父: ヨーク公 エドマンド・オブ・ラングリー | 曾祖母: フィリッパ・オブ・エノー               |
| ヨーク公 リチャード・プランタジネット | 父: ケンブリッジ伯 リチャード・オブ・コニスバラ | 祖母: イザベラ・オブ・カスティル            | 曾祖父: カスティーリャ王ペドロ1世              |
| ヨーク公 リチャード・プランタジネット | 父: ケンブリッジ伯 リチャード・オブ・コニスバラ | 祖母: イザベラ・オブ・カスティル            | 曾祖母: マリア・デ・パディーリャ               |
| ヨーク公 リチャード・プランタジネット | 母: アン・モーティマー                          | 祖父: 第4代マーチ伯 ロジャー・モーティマー  | 曾祖父: 第3代マーチ伯 エドマンド・モーティマー |
| ヨーク公 リチャード・プランタジネット | 母: アン・モーティマー                          | 祖父: 第4代マーチ伯 ロジャー・モーティマー  | 曾祖母: フィリッパ・オブ・クラレンス           |
| ヨーク公 リチャード・プランタジネット | 母: アン・モーティマー                          | 祖母: エレノア・ホランド                    | 曾祖父: ケント伯トマス・ホランド               |
| ヨーク公 リチャード・プランタジネット | 母: アン・モーティマー                          | 祖母: エレノア・ホランド                    | 曾祖母: アリス・フィッツアラン                 |

## 経歴

### ヨーク公位継承
1415年8月5日、父がヘンリー5世に対する陰謀（サウサンプトンの陰謀事件）に加担したとして処刑された。そのため、リチャードは領地も爵位も相続しなかった。しかし2ヶ月後の10月25日、父方の伯父であるヨーク公エドワード・オブ・ノリッジがアジャンクールの戦いで戦死した。伯父には子がなく、リチャードは最近親の男子であった。
若干のためらいの後、ヘンリー5世はリチャードに公位と（彼が成年に達したら）ヨーク公領を継承することを許した。また1425年1月19日、母方の叔父であるマーチ伯エドマンド・モーティマーが亡くなり、ヨーク公に比べれば低いマーチ伯位と、ヨーク公領に比べて広大な地所を継承した。

### 青年期（1415年 - 1436年）
爵位を継承したとはいってもリチャードは幼い孤児だったため、領地は（そこからの収入も含めて）一旦国王の直轄領になった。伯父の領地の大部分は、一世代限りあるいは男の世継にのみとしてリチャードに与えられたものの、リンカンシャー、ノーサンプトンシャー、ヨークシャー、ウィルトシャー、グロスターシャーに集中する残りの領土はかなりの広さがあった。
このような孤児の後見人になれば、将来リチャードが成年に達して本格的にヨーク公を継いだ時に大きなアドバンテージを得ることができる。つまり、後見人として王に指名されることは「おいしい贈り物」に他ならないのである。1417年10月、この役目はウェストモーランド伯ラルフ・ネヴィルに与えられ、ロバート・ウォータートン（Sir Robert Waterton）が監督役を担った。ウェストモーランド伯はその時代で最も子沢山な貴族の1人で、伴侶を必要とする娘が多くいた。ウェストモーランド伯は権利として、1424年に13歳のリチャードをその時9歳の自分の娘セシリー・ネヴィルと婚約させた。
1425年10月にウェストモーランド伯が死んだ時、リチャードの後見役は妻のジョウン・ボーフォートに遺譲された。既にリチャードはマーチ伯の地所も相続しており、後見人であることはさらに重要であった。これらの大邸宅はウェールズと、ウェールズとの国境近くのラドローに集中していた。
以下は青年期の記録である。
- 1426年5月19日：ベッドフォード公ジョン（ヘンリー5世の弟）によってレスターで騎士に叙された。
- 1429年10月（あるいはそれより以前）：セシリー・ネヴィルと結婚。
- 1429年11月6日：ウェストミンスター寺院でのヘンリー6世の戴冠式に出席。
- 1431年12月16日：ヘンリー6世のフランス王即位の戴冠式のため、ノートルダム大聖堂に随行する。
- 1432年5月12日：一旦国王預かりになっていた遺産と地所が全て与えられる。

### 百年戦争従軍期（1436年 - 1445年）

#### フランス（1436年 - 1439年）
ヨーク公が歴史に登場するのは、1436年5月のフランス遠征である。
ヘンリー5世により勝ち取られたフランス征服は永続的なものにはなりえなかった。フランスの永続的な従属確保にはもっと多くの領土の征服が必要であり、話し合いによる和解には領土の割譲が必要であった。若年のヘンリー6世に代わって枢密院は、領土拡大にフランスの弱体化と、当時フランスと敵対していたブルゴーニュ公フィリップ3世（善良公）との同盟を利用しようとした。しかし、1435年にフランス王シャルル7世と善良公の和解が成立（アラスの和約）すると、善良公はイングランドとの同盟を破棄し、イングランド国王のフランス王位継承権の公認を取り下げてしまった。
その状態でヨーク公がフランスに赴任したのは、ベッドフォード公亡き後、ヘンリー6世が自ら統治する年齢に達するまでフランスでのイングランド領を保持するための暫定措置の1つとしてであった。パリ（ヨーク公の本来の目的地）陥落によって、ヨーク公の軍はベッドフォード公の所領であったノルマンディーに向かうことになった。そこでヨーク公は、ベッドフォード公の部将と共にフェカン（Fécamp）を奪還してコー地方（Pays de Caux）を持ちこたえる等、公領の安定を確立する過程でいくつかの成功を遂げた。彼の任期は本来の12カ月を越えて延長され、1439年11月にイングランドに戻った。だが、王国の主要な貴族の1人という地位にも関わらず、ヨーク公は帰還後もヘンリー6世の枢密院顧問官に含められなかった。

#### 再びフランス（1440年 - 1445年）
和平交渉が失敗した後の1440年、ヘンリー6世は再びヨーク公に頼った。7月2日、ヨーク公は亡きベッドフォード公と同様の権限を有する駐フランス軍の副官に任命された。1437年の時のようにジョン・ファストルフ卿やウィリアム・オルホール卿（Sir William Oldhall）といった、ベッドフォード公の部将達の忠誠を当てにすることが可能だった。
しかしながら1443年には、ヘンリー6世はガスコーニュ地方救援のため、新たにサマセット公となったジョン・ボーフォートに8,000の兵を与えてフランス戦線に投入した。そのために、ヨーク公が必要としていた兵も物資も追加投入を拒否された。ノルマンディー国境の防衛にヨーク公が奮闘している時にである。のみならず、サマセット公が「ガスコーニュ方面軍司令官」として赴任してしまったため、それまでの自分の「フランスにおけるイングランド王国の事実上の摂政」の位置付けが「ノルマンディー方面軍副官」にまで落とされたようにも感じたはずである。サマセット公の軍は結局成果を出せないままノルマンディーに戻り、そこでサマセット公は亡くなってしまう。これが、後の薔薇戦争でヨーク公がボーフォート家一族を憎悪する契機だったかも知れない。
イングランドの政策が休戦（あるいは少なくとも停戦）に方向転換したため、ヨーク公はフランス駐在の残りの任期を定常統治と国内問題の処理をして過ごしていた。妻のセシリーはノルマンディーに同伴しており、2人の子供のエドワード（後のエドワード4世）、エドムンドとエリザベスはルーアンで生まれた。

### 国内貴族の対立期（1446年 - 1455年）

#### 対仏政策を巡る対立（1446年 - 1447年）
5年の任期が終わり、ヨーク公は1445年10月20日にイングランドに戻った。彼としては妥当な再任命を期待していた。しかしヨーク公はその赴任中に、ノルマンディーのイングランド人の中でもヘンリー6世の対仏政策に反対する勢力と結び付きを持っており、帰国に際してもそのうちの何人か（例えばウィリアム・オルホールやアンドリュー・オガード卿（Sir Andrew Ogard））を連れて帰ってきていた。当時の宮廷では対フランス政策で和平派と主戦派に分かれており、ヘンリー6世自身は和平派、ヨーク公は主戦派であった。結局和平派（という国王のお気に入り集団だが）は強引に停戦交渉を進める。
1446年12月、駐フランス軍副官の地位はジョン・ボーフォートの死でサマセット伯になっていた弟のエドムンド・ボーフォート（後にサマセット公に昇叙）の物となった。1446年から1447年の間、ヨーク公はヘンリー6世の枢密院や議会の会合にも出席したが、ほとんどの時間を自身の地所の支配のためにウェールズ国境周辺で過ごした。

#### アイルランド総督（1447年 - 1450年）
ヘンリー6世の叔父でベッドフォード公の弟でもあるグロスター公ハンフリーが1447年2月に反逆容疑で獄死すると、ヨーク公は法的には王位継承権第1位になったが、ヘンリー6世はこれを決して認めようとはせず、7月30日にヨーク公をアイルランド総督に任命する。ヨーク公はアルスター伯（Earl of Ulster）でもあり、アイルランドにかなりの地所を持っていた事を考えれば妥当な人事ではあるが、別の見方をすれば、ヨーク公をフランスからもイングランドからも弾き出す最も有効な人事でもあった。任期は10年間で、その期間は他のいかなる高い官職の考慮からも除外されることになる。
国内問題の処理のため1449年6月までヨーク公はイングランドに留まったが、結局はセシリー（当時妊娠中）と600人の兵士を連れて赴任していった。しかし、防衛費の不足を理由に、ヨーク公はイングランドに戻ってくる。彼の財政状況は悪化しており、1440年代の半ばには王室から4万ポンドを借り入れ、地所からの収入も下落していたという。

#### 反対派のリーダー（1450年 - 1452年）
1450年、過去10年の敗戦と失政が積み重なって、ヘンリー6世の治世は深刻な政治不安に発展していた。
- 1月：王璽尚書でチチェスター司教のアダム・モリンズ（Adam Moleyns）がリンチに遭い殺される。
- 4月：ノルマンディーのイングランド軍がフォルミニーの戦いでフランス軍に大敗。
- 5月：民衆運動の結果追放せざるを得なくなったヘンリー6世の側近サフォーク公ウィリアム・ド・ラ・ポールが、追放先に向かう途中で殺される。庶民は王がお気に入りの貴族に与えていた所領と交付金を返還させることを要求した。
- 6月：ケントとサセックスで反乱が起こる。ジャック・ケイドに率いられた反乱軍はロンドンを手中に治め、財務大臣のジョン・ファインズ男爵（John Fiennes, 1st Baron Saye and Sele）を殺した。
- 8月：ノルマンディーに残っていた最後のイングランドの都市が陥落し、難民となったイングランド人が続々と帰国してくる。駐フランス軍の指揮を執っていたサマセット公エドムンド・ボーフォートは、イングランド領ノルマンディーの崩壊の後にイングランドに戻ってきて、彼自身が無事に戻ってきた事でロンドン塔に収監されたほどであった。

9月7日にヨーク公はウェールズのボーマリス（Beaumaris）に上陸した。ヘンリー6世の妨害を避けつつ従者を集めて、9月27日にロンドンに到着した。王との結論の出ない対面の後に、ヨーク公はイースト・アングリアと西方で新兵集めを継続した。12月に議会が議長としてヨークの侍従、ウィリアム・オルホールを選出した。
ヨーク公の公式姿勢は改革者としての、政府への厳しい注文と、北フランスを陥落に導いた反逆者の告発であった。
もう1つの官職（トレント川以南の禁猟御料林管理官（＝巡回裁判官の一種）（Justice of the Forest south of the Trent））を与えられたものの、ヨーク公は議会と彼自身の家臣の外にはまだ本当の支持は受けていなかった。
- 4月に、サマセット公はロンドン塔から釈放されて、カレーの司令官に任命された。
- ブリストルからの議員トーマス・ヤング（Thomas Young）（ヨーク公を支持する議員）が、ヨーク公が王位継承者として認知されるべきと提案すると、彼は政治犯としてロンドン塔に収監され、議会は解散させられた。
- ヘンリー6世は延ばし延ばしにしていた改革の実行を促されたが、それは社会的秩序を復活させて、王室財政を改善するという消極的な改革でしかなかった。

ヘンリー6世の政治的権力の欠如に失望したヨーク公は、シュロップシャーのラドローに引き下がった。

#### ダートフォードでの実力行使（1452年 - 1453年）
1452年、ヨーク公は実力行使に出た。但し、この時点では彼自身が国王になるのが目的ではなかった。サマセット公の在り様に抗議して、サマセット公を破滅させる過程で、自身がヘンリー6世の相続人として認知されることを目指した。さもなくばヘンリー6世に気に入られているサマセット公が王位継承者になりかねなかったのである。
ラドローから進行中に兵を集めて、ヨーク公はロンドンに向かった。そこで彼は、ヘンリー6世の命令で都市の城門にかんぬきがかけられて封鎖されている事を知った。ケントのダートフォード（Dartford）で、ヨーク公の軍が数の上で劣り、しかも支持してくれる貴族がたったの2人だけという状況に、ヨーク公はヘンリー6世と和解する事を余儀なくされた。サマセット公に対する苦情を国王に提出する事は認められたが、代わりにヨーク公はロンドンに連れて行かれ、そこで2週間の事実上の軟禁の後に、セント・ポール大聖堂で忠誠宣誓を誓うことを強いられた。
ヘンリー6世はダートフォードの戦いに関係したヨーク公の配下を罰するために巡回裁判に乗り出した。ヘンリー6世の妻であるマーガレット・オブ・アンジューは妊娠しており、例え流産したとしても、ヘンリー6世の異父弟で新たにリッチモンド伯に叙せられたエドマンド・テューダーとサマセット公の姪マーガレット・ボーフォート（兄ジョン・ボーフォートの娘）を結婚させて、王位継承権を与えればいい。ヨーク公は王位継承権が微妙な状況である上に、既にアイルランド総督の官職もトレント川以南の禁猟御料林管理官の官職も失っており、1453年の夏の時点で権力闘争に負けたように思われた。

#### 護国卿（1454年 - 1455年）
だが1453年8月、ヘンリー6世が重大な神経衰弱に陥った。恐らくガスコーニュでのカスティヨンの戦いの敗北の知らせで発病したのであろうが、話す事も部屋から部屋へ1人で移動する事もできなくなってしまった。枢密院としては王の執務不能を一時的なものとしたかったが、結局このままでは政治が機能しなくなるので何らかの対策が必要と認めなければならなくなった。10月に、大々的に枢密院顧問官を集めて対策を協議することになって出席者が招集された。サマセット公はヨーク公が呼ばれないように活動したものも、結局はこの王国でも第一級の公爵は出席者に含まれた。サマセット公の心配は十分な根拠のあるもので、実際11月にサマセット公はロンドン塔に収監される事になった。王妃マーガレットの反対にもかかわらず、1454年3月27日にヨーク公は護国卿と侍従長に任命された。
ヨーク公が、義兄であるソールズベリー伯リチャード・ネヴィルを大法官に任命したのは意味あることだった。1453年には突発的行動で、ヘンリー6世は貴族間の諸々の論争に基づく武力衝突を止めようとした。これらの紛争は次第に、かねてより不仲であったパーシー家とネヴィル家の争いに集約されていった。ヘンリー6世にとって不幸なことには、サマセット公（と国王）はパーシー派に見られるようになってしまった。この事は、ネヴィル家の人たちを貴族層の一部に初めて支持されるようになったヨーク公に近づけさせる事になった。

#### ヘンリー6世の公務復帰
「ヘンリーの精神病が悲劇だとすれば、彼の回復は国家的な惨事だった。（ストーリー（Storey））」と言われるように、1455年1月にヘンリー6世が回復すると、ヘンリーは矢継ぎ早にヨーク公の施策を覆していった。サマセット公は釈放され、そして特別待遇に復帰させられた。ヨーク公はカレーの司令官の地位（これは後日サマセット公のものになる）と護国卿の地位を奪われる。ソールズベリー伯は大法官を辞任した。ヨーク公とソールズベリー伯および彼の長男のウォリック伯リチャード・ネヴィルは、5月21日にレスター（つまりロンドンのサマセット公の敵から離れた所）での枢密院会議で脅迫された。ヨーク公とネヴィル家の親戚は、北と恐らくウェールズの国境付近で兵を集め、サマセット公が何が起きていたか悟った時には既に、王を守るだけの大軍を集める時間がなかった。

### 薔薇戦争期（1455年 - 1460年）

#### セント・オールバンズ（1455年 - 1456年）
ヨーク公がレスターの南側に位置して枢密院会議に向かう道を封鎖した事で、サマセット公に関する彼とヘンリー6世との不和は武力によって解決されなければならなくなった。5月22日、国王とサマセット公は急遽、急ごしらえの武装の約2,000の兵をかき集めてセント・オールバンズに到着した。ヨーク公、ソールズベリー伯、ウォリック伯は既に準備万端であった。さらにヨーク公側の兵は兵装だけでなく、スコットランドとの頻繁な国境紛争や、ウェールズの反乱等を経験してきた兵が少なからずいたのである。
この直後の（第1次）セント・オールバンズの戦いは、ほとんど戦いと言うには値しない。多分せいぜい50人の兵が殺されただけだが、その中にサマセット公と2人のパーシー家の一族、ノーサンバランド伯ヘンリー・パーシーとクリフォード男爵トマス・クリフォード（Thomas Clifford, 8th Baron de Clifford）がいた。従ってヨーク公とネヴィル家の者達にすれば、実に効果的に敵を殺せたと言える。またヨーク公が王を捕獲した事で、彼が1453年に失った官職に復帰するチャンスが生まれた。ここでヘンリー6世を生かしておくことは肝要であった。王の死はヨーク公自身の即位にはつながらず、ヘンリー6世の2歳の息子であるエドワード王太子が擁立される危険性につながっただろう。またヨーク公は未だに貴族層では支持者が少なかった事から、王妃マーガレットに支配される枢密院をも少数派のため支配する事はできなかったろう。
ヨーク公に拘留された国王は、ヨーク公とソールズベリー伯が横に馬上で付き添い、ウォリック伯が先頭で王剣を運ぶという状態でロンドンに戻された。5月25日、ヘンリー6世は力関係の象徴として、ヨーク公から王冠を受け取った。ヨーク公は彼自身をイングランドの治安官にして、ウォリック伯をカレーの司令官に任命した。また、ソールズベリー伯の弟でフランス駐在時代にヨーク公の部下だったフォーコンバーグ卿ウィリアム・ネヴィルを含む数人の貴族が政権に合流して、ヨーク公の地位も向上してきた。
捕囚した王をヨーク公は夏の間、ハートフォード城かロンドン（7月の議会では玉座に座らせないといけないため）に拘留した。11月の議会で玉座は空で、国王が再び病気になった事が報告された。ヨーク公は再び護国卿になり、1456年の2月に国王が復帰するとその職を降りたものの、既に王国の要職はヨーク公支持者で占められていた。
ソールズベリー伯とウォリック伯は議員を続け、ウォリック伯はカレーの司令官として承認された。6月にヨーク公自らスコットランド王ジェームズ2世の侵犯から国境を守るために北に向かった。これでヘンリー6世は自由に動けるはずだったが、今度はサフォーク公よりもサマセット公よりも度し難いマーガレット王妃の監督下に入る事になる。

#### ラブデー（1456年 - 1458年）
マーガレットは過去サフォーク公やサマセット公に占められていた地位を獲得したものの、当初はその地位は優勢ではなかった。ヨーク公は自ら再びアイルランド総督となるとともに、枢密院の会合にも引き続き出席し続けた。しかしながら、1456年8月に宮廷はマーガレットの領土の中心地コヴェントリーに引っ越した。ヨーク公の扱いは、彼女の発言権がどれ程のものかに依ってきた。ヨーク公は3つの面に関して疑いをもって見られた。
1. ヨーク公は若いエドワード王太子の継承権を脅やかした。
2. ヨーク公は長男エドワードの妻をブルゴーニュ公国から迎えるべく交渉していた。
3. ヨーク公は王国の騒乱の原因であるパーシー家とネヴィル家の争いでネヴィル家の側に立って騒乱に加担していた。

マーガレットに睨まれた事で、ネヴィル家の者達は政治基盤を失った。ソールズベリー伯は次第に枢密院に出席する事をやめた。1457年に彼の弟でダーラム司教のロバート・ネヴィル（Robert Neville, Bishop of Durham）が死んだ時、後任はマーガレットの側近の1人であるローレンス・ブース（Laurence Booth）であった。マーガレットはパーシー家側に好感を持っていった。
セント・オールバンズの戦いによって決定的になったパーシー家側（ランカスター派）とネヴィル家側（ヨーク派）の分裂をなんとか和解につなげようとするヘンリー6世の試みは、1458年3月24日のラブデー（Loveday）で一応の決着を見た。この日にセント・ポール大聖堂の儀式に向けてランカスター派とヨーク派を一緒にパレードさせたのである。しかしながら、関係貴族は既にロンドンを武装基地に変えており、和解は式典での表面的なものでしかなかった。

#### ラドフォードでの敗北（1459年）
1459年6月にコヴェントリーで枢密院が召集された。ヨーク公、ネヴィル家と幾人かの貴族は、既に前月のうちに集結している国王軍に捕獲される事を恐れて、出席を拒否した。その代わりにヨーク公とソールズベリー伯は彼らの砦に兵を集め、カレーから手勢を率いてきたウォリック伯とウスターで合流した。議会は「11月にヨーク公とネヴィル家以外の貴族の召集」を命ぜられる。これは、その席上でヨーク公らの反逆罪が議題に上がる事を意味していた。
10月11日、ヨーク公は南進を試みるが、西進してラドローに向かう事を余儀なくされる。10月12日のラドフォード橋の戦いで、ヨーク公は7年前のダートフォードの戦いと同様、再びヘンリー6世と対陣した。だが、カレーからの部将の裏切りにあってヨーク派陣営は崩壊し、ヨーク公はアイルランドへ、ウォリック伯、ソールズベリー伯とヨーク公の長男エドワードはカレーに逃亡した。妻セシリーと他の息子達（ジョージとリチャード）はラドロー城で捕らえられ、コヴェントリーで収監された。

#### ヨーク派の復権（1459年 - 1460年）
ヨーク公の後退は、本人にとって有利に働いた。ヨーク公はまだアイルランド総督であり、後任を立てようとするランカスター派の試みはうまくいかなかった。アイルランド議会はヨーク公を支持し、軍事的・資金的援助を申し出た。また、ウォリック伯のカレー帰還も幸運だった。彼のイギリス海峡の支配力はヨーク派擁護のプロパガンダを可能にし、南イングランド一帯でランカスター派貴族の不当性を非難しつつも国王への忠誠を強調する事ができた。このように制海権はヨーク派にあったので、1460年3月にはウォリック伯はアイルランドに渡り、ヨーク公に会って5月にはカレーに帰還している。ウォリック伯のカレーの支配力は、ロンドンの羊毛商人にも影響力があるものだった。
1459年12月、ヨーク公はソールズベリー伯・ウォリック伯父子と共に私権剥奪となり、所領は国王に帰し、相続人は財産を相続できなくなった。これは貴族にとっては最も重い罰であり、ヨーク公は1398年のヘンリー・ボリングブルック（ヘンリー4世）と同じ状態にあった。復権するにはイングランドの武力制圧しかなかった。制圧が成功したとして、ヨーク公には3つの選択肢があった。
- 再び護国卿になる。
- 王位継承権を奪い取って、自分の息子を次代の王にする。
- ヨーク公自身が王になる。

1460年6月26日、ウォリック伯とソールズベリー伯はケント州サンドウィッチ（Sandwich）に上陸した。既に反乱の準備の整っていたケントの兵は、彼らの合流に合わせて蜂起した。ロンドンは7月2日にネヴィル家にその門を開いた。ヨーク公はアイルランドに残ったが、イングランドに足を踏み入れた9月9日、彼は王の凱旋のように振舞った。ヨーク公はロンドンに近づくと、母方の先祖であるクラレンス公の紋章を掲げ、ロンドンに近づくとイングランドの紋章（Coat of Arms of England）の旗を掲げた。この時までに、ウォリック伯はすでにノーサンプトンの戦い（7月10日）でランカスター派の軍隊を破って、ヘンリー6世を捕えていた。10月7日に召集された議会で、前年のコヴェントリーでの全ての法律が無効と決議された。
10月10日、ヨーク公はロンドンに到着して、王宮に住んだ。彼は剣を前に直立に掲げ持って議会に入場し、イングランド王位を要求した。だが、またしてもヨーク公は貴族層の支持が薄いために失敗した。何週間にもわたる交渉のようやくの成果は、「ヨーク公とその後継者がヘンリー6世の王位を継承できる」というものだった。その代わり、議会は護国卿としてのヨーク公に並外れた行政権力を与えた。実質的に拘留されている国王と共に、ヨーク公とウォリック伯は国の事実上の支配者であった。

#### ウェイクフィールドでの敗死（1460年）
この間、ランカスター派は武装を進めていた。パーシー家の襲来の脅威と、マーガレットがスコットランドの新王ジェームズ3世の支持を得ようと画策している事を受けて、ヨーク公とソールズベリー伯は北へ向かった。ヨーク公の次男であるラトランド伯エドムンドも同行した。彼らは12月21日、サンダル城（Sandal Castle）に到着し、事態の悪くなりつつあるのを知った。ヨーク市はヘンリー6世に味方する勢力に抑えられており、近くのポンテフラクト城（Pontefract Castle）も敵の勢力圏内にあった。
12月30日に、ヨーク公と彼の軍隊はおそらく補給を得るためにサンダル城を発った。多勢のランカスター派の軍によってウェイクフィールド（Wakefield）の近くで迎撃され、ヨーク公はエドムンドと共に殺された。ソールズベリー伯はこのウェイクフィールドの戦いの間に捕えられ、次の日処刑された。ヨーク公はポンテフラクト（Pontefract）に埋葬されたが、頭だけは勝ったランカスター派によってヨークの城門にさらされた。その際に王位を欲したものとて、紙の王冠を被せられる辱めも受けた。後に彼の遺体はフォザリンゲイ（Fotheringhay）教会に再埋葬された。

## 子孫
ヨーク公は死んだが、残された長男エドワードはウォリック伯と共にロンドンを確保、最終的に1461年に即位して、エドワード4世としてヨーク朝を開いた。その弟は後に即位してリチャード3世になった。また、ヨーク公の孫には、エドワード5世やエリザベス・オブ・ヨークがいる。エリザベスはヘンリー7世（テューダー朝の初代イングランド王）と結婚して、ヘンリー8世、マーガレット・テューダーとメアリー・テューダーの母になった。後の全てのイングランド君主は、この3人の「偉大な曾孫」達の血統から生まれることになる。

## 系図
|                              |                              |                              |                              |                              |                              |  |  |                                      |               |               |               |                              |               |  |  |               |               |               |               |               |               |  |  |  |  |  |  |  |  |  |  |  |  |  |  |  |  |  |  |  |  |
|                              |                              |                              |                              |                              |                              |  |  | （プランタジネット朝） エドワード3世 |               |               |               |                              |               |  |  |               |               |               |               |               |               |  |  |  |  |  |  |  |  |  |  |  |  |  |  |  |  |  |  |  |  |
|                              |                              |                              |                              |                              |                              |  |  |                                      |               |               |               |                              |               |  |  |               |               |               |               |               |               |  |  |  |  |  |  |  |  |  |  |  |  |  |  |  |  |  |  |  |  |
|                              |                              |                              |                              |                              |                              |  |  |                                      |               |               |               |                              |               |  |  |               |               |               |               |               |               |  |  |  |  |  |  |  |  |  |  |  |  |  |  |  |  |  |  |  |  |
| ジョン                       | ジョン                       | ジョン                       | ジョン                       | ジョン                       | ジョン                       |  |  | ライオネル                           | ライオネル    | ライオネル    | ライオネル    | ライオネル                   | ライオネル    |  |  | エドマンド    | エドマンド    | エドマンド    | エドマンド    | エドマンド    | エドマンド    |  |  |  |  |  |  |  |  |  |  |  |  |  |  |  |  |  |  |  |  |
| ジョン                       | ジョン                       | ジョン                       | ジョン                       | ジョン                       | ジョン                       |  |  | ライオネル                           | ライオネル    | ライオネル    | ライオネル    | ライオネル                   | ライオネル    |  |  | エドマンド    | エドマンド    | エドマンド    | エドマンド    | エドマンド    | エドマンド    |  |  |  |  |  |  |  |  |  |  |  |  |  |  |  |  |  |  |  |  |
|                              |                              |                              |                              |                              |                              |  |  |                                      |               |               |               |                              |               |  |  |               |               |               |               |               |               |  |  |  |  |  |  |  |  |  |  |  |  |  |  |  |  |  |  |  |  |
| (ランカスター朝)             |                              |                              |                              |                              |                              |  |  |                                      |               |               |               |                              |               |  |  |               |               |               |               |               |               |  |  |  |  |  |  |  |  |  |  |  |  |  |  |  |  |  |  |  |  |
|                              |                              |                              |                              |                              |                              |  |  |                                      |               |               |               | リチャード・プランタジネット |               |  |  |               |               |               |               |               |               |  |  |  |  |  |  |  |  |  |  |  |  |  |  |  |  |  |  |  |  |
|                              |                              |                              |                              |                              |                              |  |  |                                      |               |               |               |                              |               |  |  |               |               |               |               |               |               |  |  |  |  |  |  |  |  |  |  |  |  |  |  |  |  |  |  |  |  |
|                              |                              |                              |                              |                              |                              |  |  |                                      |               |               |               |                              |               |  |  |               |               |               |               |               |               |  |  |  |  |  |  |  |  |  |  |  |  |  |  |  |  |  |  |  |  |
|                              |                              |                              |                              |                              |                              |  |  |                                      |               |               |               | （ヨーク朝）                 |               |  |  |               |               |               |               |               |               |  |  |  |  |  |  |  |  |  |  |  |  |  |  |  |  |  |  |  |  |
|                              |                              |                              |                              |                              |                              |  |  | エドワード4世                        | エドワード4世 | エドワード4世 | エドワード4世 | エドワード4世                | エドワード4世 |  |  | リチャード3世 | リチャード3世 | リチャード3世 | リチャード3世 | リチャード3世 | リチャード3世 |  |  |  |  |  |  |  |  |  |  |  |  |  |  |  |  |  |  |  |  |
|                              |                              |                              |                              |                              |                              |  |  | エドワード4世                        | エドワード4世 | エドワード4世 | エドワード4世 | エドワード4世                | エドワード4世 |  |  | リチャード3世 | リチャード3世 | リチャード3世 | リチャード3世 | リチャード3世 | リチャード3世 |  |  |  |  |  |  |  |  |  |  |  |  |  |  |  |  |  |  |  |  |
|                              |                              |                              |                              |                              |                              |  |  |                                      |               |               |               |                              |               |  |  |               |               |               |               |               |               |  |  |  |  |  |  |  |  |  |  |  |  |  |  |  |  |  |  |  |  |
| （テューダー朝） ヘンリー7世 | （テューダー朝） ヘンリー7世 | （テューダー朝） ヘンリー7世 | （テューダー朝） ヘンリー7世 | （テューダー朝） ヘンリー7世 | （テューダー朝） ヘンリー7世 |  |  | エリザベス                           | エリザベス    | エリザベス    | エリザベス    | エリザベス                   | エリザベス    |  |  | エドワード5世 | エドワード5世 | エドワード5世 | エドワード5世 | エドワード5世 | エドワード5世 |  |  |  |  |  |  |  |  |  |  |  |  |  |  |  |  |  |  |  |  |
| （テューダー朝） ヘンリー7世 | （テューダー朝） ヘンリー7世 | （テューダー朝） ヘンリー7世 | （テューダー朝） ヘンリー7世 | （テューダー朝） ヘンリー7世 | （テューダー朝） ヘンリー7世 |  |  | エリザベス                           | エリザベス    | エリザベス    | エリザベス    | エリザベス                   | エリザベス    |  |  | エドワード5世 | エドワード5世 | エドワード5世 | エドワード5世 | エドワード5世 | エドワード5世 |  |  |  |  |  |  |  |  |  |  |  |  |  |  |  |  |  |  |  |  |
|                              |                              |                              |                              |                              |                              |  |  |                                      |               |               |               |                              |               |  |  |               |               |               |               |               |               |  |  |  |  |  |  |  |  |  |  |  |  |  |  |  |  |  |  |  |  |
|                              |                              |                              |                              | （テューダー朝）             |                              |  |  |                                      |               |               |               |                              |               |  |  |               |               |               |               |               |               |  |  |  |  |  |  |  |  |  |  |  |  |  |  |  |  |  |  |  |  |

## 実像
ヨーク公リチャードには、当時の肖像画がない。また、彼の親族は（もしくは敵も）誰も伝記を残していない。残っているのは彼の行動と、両陣営のプロパガンダの記録だけである。したがって、これらの不十分な史料から彼の意図を推測することしかできない。即位目前まで来て、数ヵ月後には息子エドワードが国王に即位する事を知らないまま死んだヨーク公だが、それでもその時のヨーク公の意図については見解が分かれている。彼は王位を欲していたのか、ランカスター派の対応やランカスター派に対する敵意は他の選択の余地が無いほどだったのか、ウォリック伯との同盟が決定的だったのか、それとも単に場当たり的な行動を続けただけなのか、議論は今も絶えないままである。

## 子女
リチャードとセシリー・ネヴィルとの子供達は以下のとおり。
1. ジョウン（1438年 - 1438年） - 早逝
2. アン（1439年8月10日 - 1476年1月14日） - エクセター公ヘンリー・ホランドと結婚。女系の子孫がカナダに存在しており、2012年にそのミトコンドリアDNAがリチャード3世と思われる遺骨のDNA鑑定に使用され、遺骨がリチャード3世であることが確定された。
3. ヘンリー（1441年2月10日 - ?） - 早逝
4. エドワード4世（1442年4月28日 - 1483年4月9日） - イングランド王
5. ラトランド伯エドムンド（1443年5月17日 - 1460年12月31日） - ウェイクフィールドの戦いで敗死
6. エリザベス（1444年4月22日 - 1503年1月以降） - 2代サフォーク公ジョン・ド・ラ・ポールと結婚。
7. マーガレット（1446年5月3日 - 1503年11月23日） - ブルゴーニュ公シャルル（突進公）妃
8. ウィリアム（1447年7月7日 - ?） - 早逝
9. ジョン（1448年11月7日 - ?） - 早逝
10. クラレンス公ジョージ（1449年10月21日 - 1478年2月18日） - ウォリック伯の娘イザベル・ネヴィルと結婚
11. トマス（1451年 - ?） - 早逝
12. リチャード3世（1452年10月2日 - 1485年8月22日） - イングランド王
13. アースラ（1454年7月22日 - ?） - 早逝